# Beautiful World/Kiss & Cry
Beautiful World/Kiss & Cry è il diciannovesimo singolo in lingua giapponese di Utada Hikaru ed il ventiseiesimo complessivamente. Il singolo è stato pubblicato il 29 agosto 2007. Beautiful World è stato poi ripubblicato nel 2009 con il titolo Beautiful World (Planitb Acoustica Mix), per promuovere il film d'animazione Evangelion: 2.0 You Can (Not) Advance.
Beautiful World / Kiss & Cry include tre nuovi brani. La title track, Beautiful World, è stata utilizzata come tema musicale per il primo capitolo dei film Rebuild of Evangelion, ed un nuovo remix di Fly Me to the Moon è stato incluso nel singolo. Kiss & Cry, l'altro brano presente nel singolo è invece stato utilizzato nella campagna pubblicitaria televisiva dell'azienda di ramen Freedom.
Il singolo ha debuttato alla terza posizione, con vendite attestate intorno alle 94 000 copie, rendendo il singolo un discreto successo per la cantante.

## Tracce
CD singolo
1. Beautiful World - 5:18
2. Kiss & Cry - 5:06
3. Fly Me to the Moon (In Other Words) -2007 Mix- - 3:24
4. Beautiful World (Original Karaoke) - 5:15
5. Kiss & Cry (Original Karaoke) - 5:08
6. Fly Me to the Moon (In Other Words) -2007 Mix- (Original Karaoke) - 3:23

Download digitale
1. Beautiful World (Planitb Acoustica Mix) - 5:15

## Classifiche
| Classifica (2007)                                               | Posizione più alta |
| --------------------------------------------------------------- | ------------------ |
| Oricon Weekly Singles Chart                                     | 2                  |
| RIAJ Reco-kyō ringtones Top 100 - Kiss & Cry                    | 11                 |
| RIAJ Reco-kyō ringtones Top 100 - Fly Me to the Moon (2007 Mix) | 29                 |
| Classifica (2009)                                               | Posizione più alta |
| Billboard Billboard Japan Hot 100                               | 8                  |
| RIAJ Digital Track Chart Top 100                                | 59                 |